# Phylloscopus borealoides
El mosquitero japonés (Phylloscopus borealoides) es una especie de ave paseriforme de la familia Phylloscopidae propia del archipiélago japonés e islas circundantes.

## Distribución
El mosquitero japonés cría en el archipiélago japonés, la isla de Sajalín y las islas Kuriles meridionales; y pasa el invierno en las islas Amami y Okinawa, además de las costas de China. Su hábitat natural son los bosques templados.